# 증권 발행
증권 발행(securites offering)은 회사나 기관이 새로운 증권(주식, 채권 등)을 발행하여 투자자에게 판매하는 행위를 말한다. 또한 증권 공모라는 뜻으로 불특정 다수를 대상으로 증권을 발행하고 모집하는 경우를 말한다.

## 같이 보기
- 프라이빗에쿼티
- 공모
- 투자
- 기업재무